# Pseudodiaptomus sulawesiensis
Pseudodiaptomus sulawesiensis is een eenoogkreeftjessoort uit de familie van de Pseudodiaptomidae. De wetenschappelijke naam van de soort is voor het eerst geldig gepubliceerd in 2005 door Nishida & Rumengan.